# Hatakeyama Shigeyasu
Hatakeyama Shigeyasu (畠山 六郎 重保?; ... – 1205) è stato un samurai giapponese del periodo Kamakura appartenente alla prima linea del clan Hatakeyama.

## Biografia

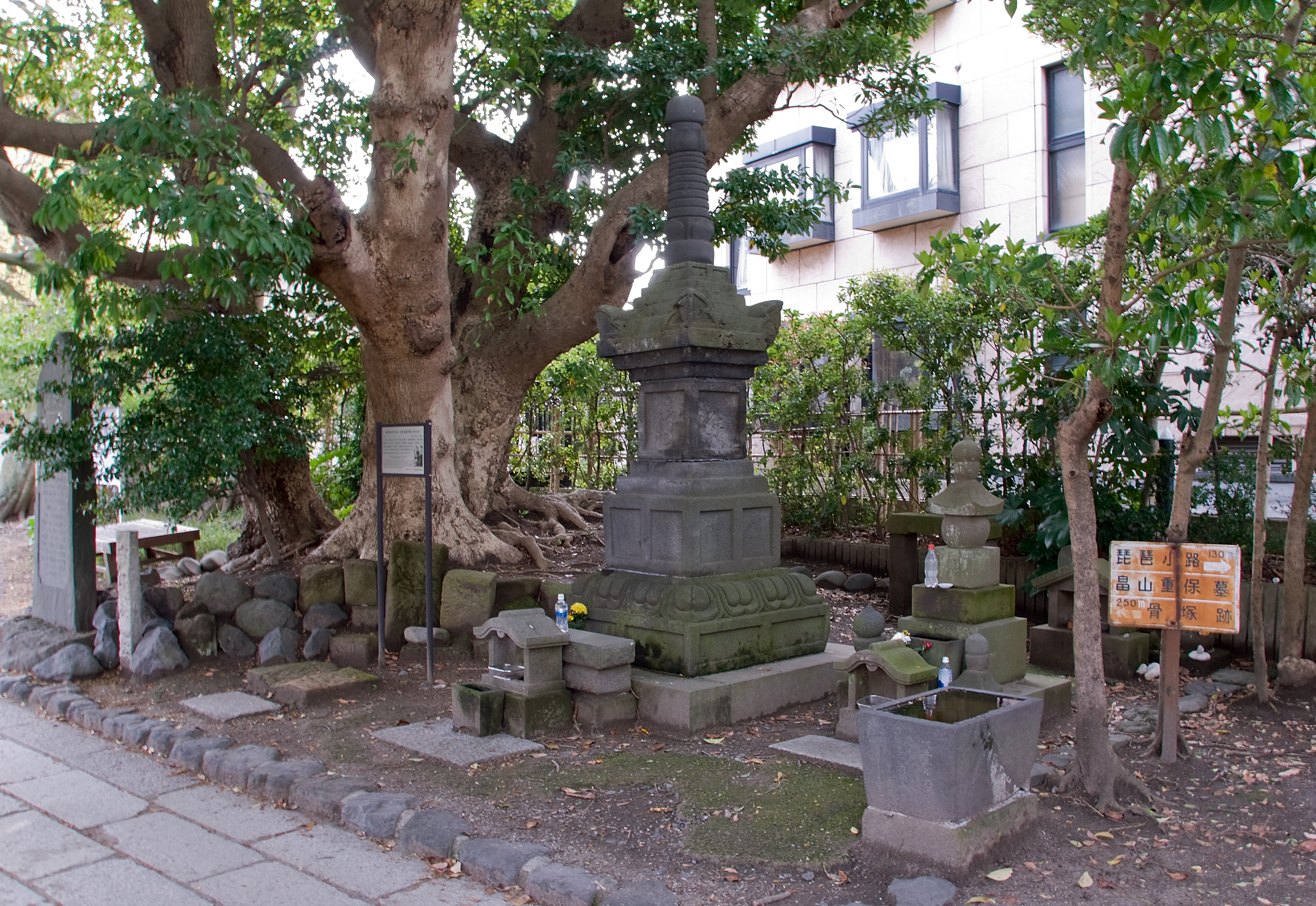
Tomba di Hatakeyama Shigeyasu con il suo hōkyōintō.

Hatakeyama Rokurō Shigeyasu (畠山 六郎 重保?) fu un samurai del periodo Kamakura che cadde vittima di intrighi politici nel 1205. La tomba sotto ad un albero tabu no ki a Kamakura, subito dopo il Santuario Tsurugaoka Hachiman, tradizionalmente si suppone gli appartenga. La relazione tra questa tomba e Hatakeyama Shigeyasu è sconosciuta. Il motivo di questa attribuzione probabilmente risiede nel fatto che la tomba si trova nei pressi di quella che era la tenuta degli Hatakeyama, ed è noto che Shigeyasu fu ucciso in battaglia dal clan Hōjō nei dintorni di essa.
A fianco del hōkyōintō si trova una stele nera (sulla sinistra nella foto) eretta nel 1920 che racconta le circostanze della sua morte. La stele recita:

Residenza di Hatakeyama Shigeyasu

Hatakeyama Shigeyasu fu il figlio maggiore di Hatakeyama Shigetada. Ebbe un litigio con Hiraga Tomomasa, figlio adottivo di Hōjō Tokimasa. Tomomasa non dimenticò il fatto e lo raccontò a Tokimasa. Tokimasa stesso non aveva dimenticato che Shigetada, seguendo la volontà di Minamoto no Yoritomo, cercò di proteggere il figlio ed erede dello shōgun Yoriie, e cercava una scusa per ucciderlo. Dopo aver ricevuto dallo shogun Sanetomo l'ordine di arrestare gli Hatakeyama, circondò la residenza di Shigeyasu con i suoi soldati. Shigeyasu combatté con coraggio ma alla fine fu ucciso. Era il 22 giugno 1205, e questo è il posto dove si trovava la residenza. Il giorno successivo il padre Shigetada fu attirato con un inganno a Musashinokuni (una regione nella parte nord est di Kanagawa) dove fu ucciso.

Eretta nel marzo 1922 da Kamakurachō Seinendan

Shigeyasu fu uno dei samurai che, nel dicembre 1204,  fu scelto per andare a Kyoto a prendere la moglie dello shōgun Sanetomo, e fu in quell'occasione che durante una festa ebbe un acceso diverbio con Hiraga Tomomasa, il quale era responsabile della difesa della capitale. Sembra che questo fatto, unito all'ostilità tra Shigetada e Tomomasa, che avevano feudi confinanti, offri agli Hōjō il pretesto per sbarazzarsi del clan Hatakeyama, il quale si estinse dopo questi avvenimenti. 
Il nome del clan venne fatto rivivere successivamente da Hōjō Tokimasa.